# Apeira
Apeira is een geslacht van vlinders uit de familie spanners (Geometridae) en de onderfamilie Ennominae.

## Soorten
- A. crenularia Leech, 1897
- A. ectocausta Wehrli, 1939
- A. latimarginaria Leech, 1897
- A. marmorataria Leech, 1897
- A. olivaria Leech, 1897
- A. productaria Leech, 1897
- A. retyezatica Dioszeghy, 1930
- A. syringaria Linnaeus, 1758 - seringenvlinder
- A. versicolor Warren, 1894
- A. viridescens Warren, 1894